# Pet Sounds (dal)
A Pet Sounds a The Beach Boys 1966-os instrumentális dala, a Pet Sounds nagylemez tizenkettedik száma, zeneszerzője és producere Brian Wilson.
A dal eredeti címe "Run James Run" volt, idézte fel Wilson egy interjúban. "Egy James Bond-film témájára emlékeztetett a szám, úgy gondoltam, hogy egyszer majd felajánlom valamelyik Bond-filmhez, hátha ráharapnak. Aztán rájöttem, hogy ez valószínűleg sosem fog megtörténni, úgyhogy végül feltettük a lemezre."
A dalban hallható különleges ütőshangzásokat Ritchie Frost dobos két üres Coca-Colás üveg használatával érte el.

## Részletek
- Szerző: Brian Wilson
- Album: Pet Sounds
- Hossz: 2:20
- Producer: Brian Wilson
- Instrumentális felvételek: 1965. november 17., Western Recorders, Hollywood, Kalifornia. Hangmérnök: Chuck Britz.

### Zenészek
- Ritchie Frost: dob, ütősök
- Bill Green: ütősök, tenorszaxofon
- Plas Johnson: ütősök, tenorszaxofon
- Lyle Ritz: basszusgitár
- Carol Kaye: basszusgitár
- Tommy Tedesco: akusztikus gitár
- Jerry Cole: gitár
- Billy Strange: gitár
- Brian Wilson: zongora
- Jim Horn: tenorszaxofon
- Jay Migliori: baritonszaxofon
- Roy Caton: trombita

## Külső hivatkozások
- A Beach Boys tagjai beszélnek a "Pet Sounds"-ról (részlet a 2006-os Pet Sounds Podcast Series-ből)[halott link]